# Pseudotolithus typus
Pseudotolithus typus es una especie de pez de la familia Sciaenidae en el orden de los Perciformes.

## Morfología
• Los machos pueden llegar alcanzar los 140 cm de longitud total y 15 kg de peso.

## Alimentación
Come principalmente peces pequeños y crustáceos

## Hábitat
Es un pez de clima tropical (35°N-17°S) y demersal que vive entre 0-150 m de profundidad.

## Distribución geográfica
Se encuentra en el  Atlántico oriental: desde Mauritania hasta Angola.

## Observaciones
Es inofensivo para los humanos.